# De Kaaihoeve

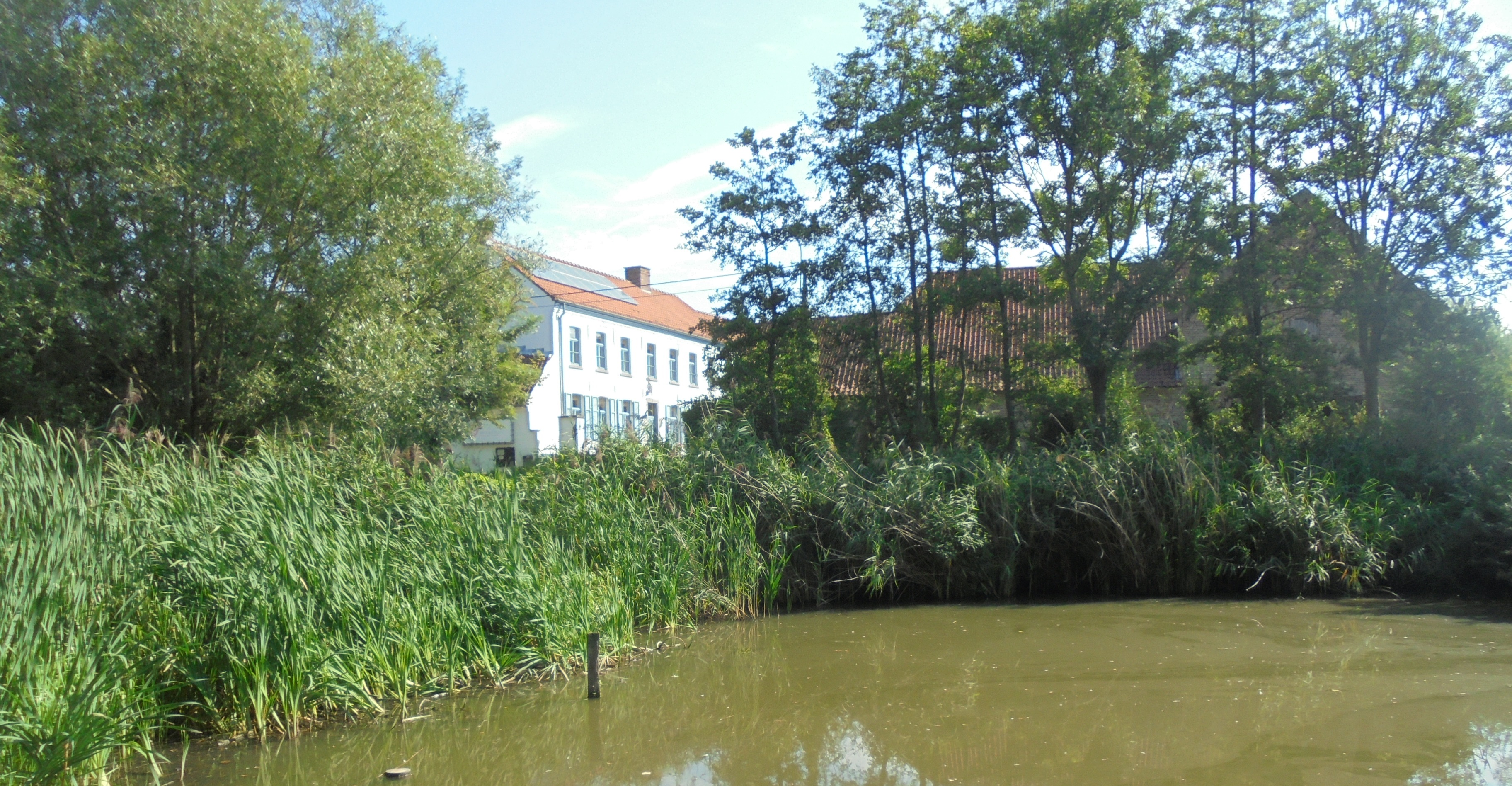
De Kaaihoeve in Meilegem.

De Kaaihoeve of het Provinciaal natuureducatief centrum (PNEC) is gevestigd in een voormalige boerderij gelegen in het Belgische Meilegem, een deelgemeente van de Oost-Vlaamse fusiegemeente Zwalm. De hoeve situeert zich nabij de oude Schelde, een oude en afgesneden arm van de Schelde in het natuurgebied de Kaaimeersen.

## Milieu
De boerderij is eigendom van de provincie Oost-Vlaanderen die ze aankocht in 1991 en in gebruik nam in 1994. Het was een bestaande boerderij die teruggaat tot de 18de eeuw. De naam verwijst naar de voormalige aanleg- en loskaai aan de Schelde, die was voorzien van magazijnen voor o.m. opslag en overslag van kolen en kalk aangevoerd via de Schelde vanuit Doornik. De aankoop kaderde aanvankelijk in de "Herwaardering van de Scheldevallei", maar stelselmatig was er ook aandacht voor de milieuproblematiek in de ruimste zin.
De gebouwen en de omgeving doen dienst als educatief- en documentatiecentrum in verband met natuur en milieuzorg. Het richt zich tot de jeugd, scholen en allen die met deze materie begaan zijn. Men kan er ook terecht voor tentoonstellingen en de locatie kan dienen als uitvalsbasis voor al dan niet vormende wandelingen en fietstochten.